# Jansky
Il jansky (simbolo Jy) è una unità di misura del flusso e della densità di flusso elettromagnetico, non appartenente al Sistema Internazionale, usata comunemente in radioastronomia. Un jansky vale 10−26 watt per metro quadro per hertz e prende il nome dal fisico statunitense Karl Guthe Jansky che scoprì le onde radio di origine galattica nel 1930.
La densità di flusso o flusso monocromatico {\displaystyle S} di una sorgente è l'integrale della radianza {\displaystyle L} sull'angolo solido della sorgente:
{\displaystyle S=\iint _{source}L(\theta ,\phi )\mathrm {d} \Omega }
Il jansky, rispetto agli altri sistemi di misura standard, viene definito come
{\displaystyle 1\ \mathrm {Jy} =10^{-26}{\frac {\mathrm {W} }{\mathrm {m^{2}} \cdot \mathrm {Hz} }}} (rispetto al SI)
{\displaystyle 1\ \mathrm {Jy} =10^{-23}{\frac {\mathrm {erg} }{\mathrm {s} \cdot \mathrm {cm^{2}} \cdot \mathrm {Hz} }}} (rispetto al sistema CGS)
La densità di flusso espressa in jansky può essere convertita in magnitudine facendo le opportune ipotesi sullo spettro della sorgente. Per esempio, la conversione di una magnitudine AB in una densità di flusso espressa in μJy è lineare:
{\displaystyle F_{v}\ [\mathrm {\mu Jy} ]=10^{29}\cdot 10^{-{\frac {AB+48{,}6}{2{,}5}}}}
Poiché il jansky è ottenuto integrando il flusso sull'intero angolo solido, è molto semplice usarlo per descrivere le sorgenti puntiformi. Ad esempio i flussi delle sorgenti radio contenute nel Terzo catalogo di radiosorgenti di Cambridge (3C) sono espressi in jansky.
La brillanza superficiale di sorgenti estese è spesso espressa in jansky per unità di angolo solido anche a frequenze diverse da quelle radio; per esempio le mappe ottenute dal satellite IRAS nel lontano infrarosso sono espresse in MJy/sr. Mentre i flussi delle sorgenti estese possono essere espressi con queste unità di misura praticamente a tutte le lunghezze d'onda, nelle mappe del cielo ottenute alle frequenze radio i loro flussi sono tradizionalmente espressi in termini di temperatura di brillanza. Ad esempio la mappatura di tutto il cielo nel continuo radio alla frequenza di 408 MHz ottenuta da Haslam con l'ausilio di vari radiotelescopi è riportata in termini di temperatura di brillanza espressa in kelvin.

## Utilizzo
La densità di flusso delle sorgenti radio più brillanti può raggiungere valori da uno fino a un centinaio di jansky,  facendo sì che questa unità di misura sia molto adatta per l'uso in radioastronomia. Ad esempio il catalogo di sorgenti radioastronomiche 3C, che fu preparato nel 1959 e rivisto nel 1962, raccoglie 300 delle 400 sorgenti più brillanti di 9 Jy dell'emisfero nord alla frequenza di 159 MHz. 
Per capire l'utilizzo di questa unità di misura, è importante comprendere l'esatto il significato dell'espressione per hertz nella definizione di jansky. Quando si misura un'emissione continua a banda larga dove l'energia è distribuita in modo irregolare lungo tutta la larghezza di banda del rivelatore, l'intensità del segnale registrato aumenterà in proporzione alla larghezza della banda del rivelatore (al contrario di quanto accade ai segnali con una banda più stretta di quella del rivelatore stesso). Pertanto, per calcolare la densità di flusso in jansky, la potenza totale registrata (tipicamente espressa in watt) viene divisa per la superficie di raccolta dello strumento (espressa in metri quadrati) e per la larghezza di banda del rivelatore (in hertz). Poiché 1 W m−2 Hz−1 è molto grande rispetto ai valori di densità di flusso che si registrano nelle sorgenti, il risultato viene moltiplicato per 1026, in modo da dare una più appropriata unità di misura per i fenomeni astrofisici.